# ゾフィア・シャルロッテ・フォン・キールマンゼック (ダーリントン女伯爵)
ダーリントン女伯爵およびレンスター女伯爵ゾフィア・シャルロッテ・フォン・キールマンゼック（英語: Sophia Charlotte von Kielmansegg, Countess of Darlington and Countess of Leinster、1675年 - 1725年4月20日）は、神聖ローマ帝国出身のグレートブリテン貴族、宮廷人、国王ジョージ1世の異母妹。

## 生い立ち
ハノーファー選帝侯エルンスト・アウグストとクラーラ・エリーザベト・フォン・プラーテンの娘ゾフィア・シャルロッテ・フォン・プラーテン・ウント・ハレルムント（Sophia Charlotte von Platen und Hallermund）として、1675年におそらくオスナブリュックで生まれた。当時、女性の産んだ子供が自動的に夫との子供であると仮定されたように、ゾフィア・シャルロッテは公式には母の夫フランツ・エルンスト・フォン・プラーテン男爵の娘とされたが、宮廷では選帝侯の庶子であることが公然に認められていた。1689年には「父」のプラーテン男爵が伯爵に昇格された。

## 結婚
ゾフィアと親しい間柄にあった異母兄ゲオルク・ルートヴィヒは1714年にジョージ1世としてイギリス王位を継承した。ジョージ1世の母ゾフィーはゾフィアがジョージ1世の愛人でないことを「確信していた」という。1701年、ゾフィアはジョージ1世の副主馬頭ヨハン・アドルフ・フォン・キールマンゼック男爵（1668年 – 1717年11月15日）と結婚、3男2女をもうけた。
- メアリー・ソフィア・シャーロット（1703年 - 1782年） - 第2代ハウ子爵エマニュエル・ハウと結婚[2]
- ゲオルク・ルートヴィヒ（ドイツ語版） - キールマンゼック伯爵[2]、ハノーファー選帝侯領の軍人
- カール・アウグスト - 1728年、伯爵に叙爵
- エルンスト・アウグスト - 1728年、伯爵に叙爵

## イギリス宮廷での生活
1714年にアン女王が死去して、ジョージ1世が即位すると、ゾフィア一家はジョージ1世に従ってロンドンに移住した。彼女はイギリスの廷臣からはジョージ1世の愛人と勘違いされたが、上手く付き合いつつジョージ1世の愛人エーレンガルト・メルジーネ・フォン・デア・シューレンブルクと影響力を競い、ウェールズ公妃キャロライン・オブ・アーンズバックからは「邪悪な女」と嫌われた。彼女は後援を欲した者から多くの贈り物をもらった。例えば、1715年8月から1720年2月までの間に初代シャンドス公爵ジェームズ・ブリッジスから9,545ポンドをもらい、1720年2月には南海会社の株式1万5千ポンドと、株価が154ポンド以上に上がった場合は1ポンドにつき120ポンドのボーナスをもらう権利を獲得した。

## 一代貴族
メルジーネが1716年にマンスター女公爵に、1719年にケンドール女公爵に叙されると、ゾフィアは自分がアイルランド貴族かグレートブリテン貴族に叙されるよう働きかけたという。この競争は公然に行われ、1717年11月14日付の新聞では「夫に同伴すると装って町に数週間滞在している[...]がマンスター女公爵との不和によるとも言われている」と報じられた。彼女の夫は翌日に病死しており、ロンドン入城の本当の理由は女公爵との競争ではなく夫の病気とされる。そして、南海泡沫事件のダメージから目をそらすためか、彼女は1721年にアイルランド貴族のレンスター女伯爵に叙され、翌年にはグレートブリテン貴族のダーリントン女伯爵とブレントフォード女男爵に叙された（いずれも一代貴族）。ジョージ1世がこれら貴族叙任の特許状にconsanguineam nostram（「共同な血筋」といった意味）と書いたほか、彼女の紋章にはブラウンシュヴァイクの紋章とベンド・シニスターが含まれており、ハノーファー選帝侯の非嫡出の娘を意味する。

## 死去
ゾフィアは1725年4月20日にセント・ジェームズの自宅で死去、24日にウェストミンスター寺院に埋葬された。
歴史家からは「メイポール」のメルジーネと競争した「象女」と形容されたが、ラグンヒルド・ハットンなど現代の歴史家は彼女をジョージ1世から認められていた宮廷人と考え、同時代で形容されたほどの肥満はないとの見解を述べている。
キールマンゼックは娘シャーロット、初代ハウ伯爵リチャード・ハウ、第2代ハウ女男爵ソフィー・シャーロット・ハウ、初代ハウ伯爵リチャード・カーゾン＝ハウ、アバコーン公爵夫人メアリー・ハミルトン、第3代アバコーン公爵ジェームズ・ハミルトン、スペンサー伯爵夫人シンシア・スペンサー、第8代スペンサー伯爵エドワード・スペンサーを通じて、ダイアナ元皇太子妃と血が繋がっている。